# St. Antonius Eremit (Ahden)

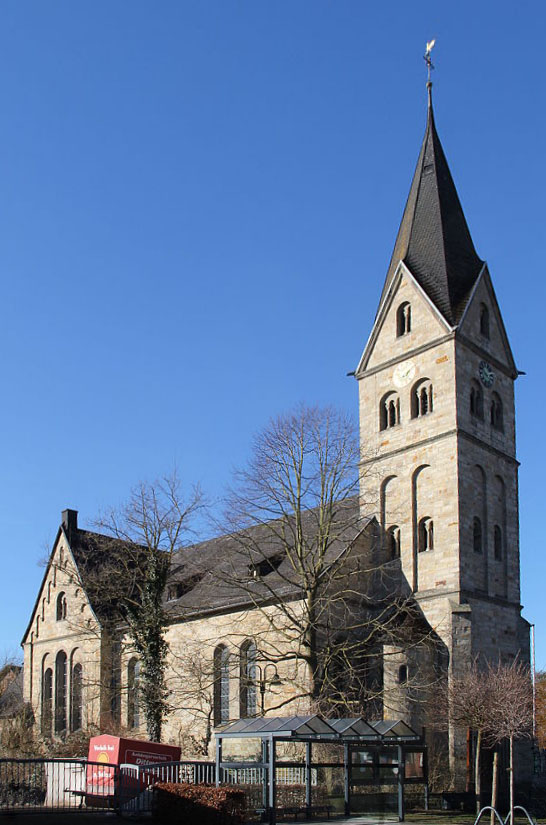
St. Antonius Eremit

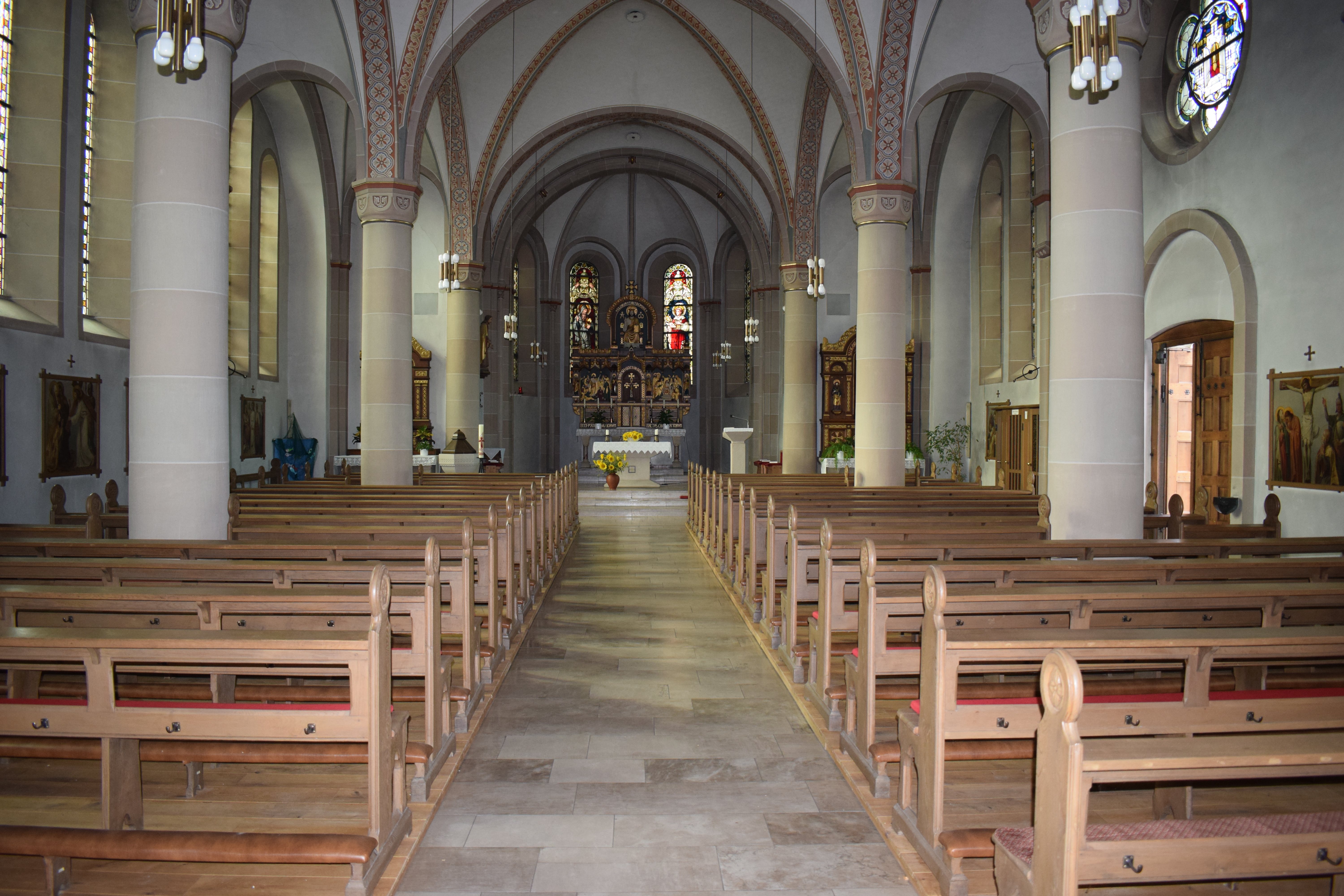
Blick zum Chor

Die römisch-katholische Pfarrkirche St. Antonius Eremit in Ahden, einer Ortschaft von Büren im Kreis Paderborn in Nordrhein-Westfalen, Kreisstraße 40, wurde 1910/1911 unter Bauleitung des Architekten Franz Mündelein erbaut und steht unter Denkmalschutz. Die Kirchengemeinde gehört zum Pastoralverbund Büren im Dekanat Büren-Delbrück im Erzbistum Paderborn.

## Architektur
Die Kirche wurde anstelle einer Antoniuskapelle aus der Zeit um 1700 errichtet. Die neuromanische Hallenkirche aus Werkstein hat einen Chor mit 4/8-Schluss. Im Inneren ruhen Kreuzgratgewölbe auf Rundpfeilern. Die Fenster und die einheitliche Ausstattung stammen aus der Bauzeit. Der Hochaltar ist mit „Peter Schneider“ signiert.